# 犬の目
『犬の目』（いぬのめ）は、古典落語の演目。『目玉違い』（めだまちがい）ともいう。
眼病にかかった男が眼科医から犬の目に入れ替える治療を受け、その結果犬の習性が身についてしまうという内容。
動物の目を入れるモチーフの小咄は延宝8年（1680年）の『噺物語』中巻収録の「鯉の目はなし」（鯉の目を入れた男が川に飛び込む）や寛延4年（1751年）の漢文笑話本『開口新語』（左目を犬の目に変える）に見られる。現行の演目に近い内容としては、安永2年（1773年）に出版された笑話本『聞上手』の一編「眼玉」がある（施術する医者は蘭医という設定で、患者から取り出した目を薬で洗って乾かしている間に鳶にさらわれてしまい、代わりにペットの犬の目をくりぬいて入れるという内容）。武藤禎夫は、「これを基にして、明治期の現行の落語に仕上げたとみられる」と記している。
主な演者に、東京の4代目橘家圓蔵、5代目三升家小勝らが知られるほか、漫談調の新作落語を得意とした初代林家三平が演じた音源が残る。上方落語では、橘ノ圓都が断片的に記憶していたものを3代目桂米朝が仕立て直した。上方落語では『犬の目玉』（いぬのめだま）という演題も用いられる。

## あらすじ
男が両目をわずらい、友人から医師の紹介を受けて、その医師が営む医院に駆け込む。
医師は「これは手遅れだ」と言い、男に皿を渡し、目の下で持っておくよう指示する。男が「目玉を洗うのですか?」と聞くと、医師は「くり抜きます」と告げ、男は驚く。医師はすばやく男の眼球を顔から引っこ抜き（このとき、演者は特有のユーモラスな動作をとる）、助手の小僧に「薬液に漬けておくように」と指示する。
その後、医師はきれいになった男の眼球を元どおりにはめ込もうとするが、うまくいかない。医師は「液に漬けすぎて、ふやけてしまったようだ。少し縁側に出して、陰干しにしておきましょう」と言い、助手に運ばせる。
しばらくすると、助手が医師を縁側へ呼び、「目が見えなくなりました」と告げる。「お前もか、すぐに治してやる」「いえ、そうではなくて、干していた目玉がどこかへ行ってしまったのです」ふたりが庭先を見ると、隣家の飼い犬が舌なめずりをしながら体を横たえている。医師は「犬が目玉を食ってしまったのだ。しかたがない、こいつで間に合わせよう」と言って、犬を取り押さえ、その目玉を引っこ抜いて、診察室で待つ男の元へ持って行き、何食わぬ顔ではめ込む。「今日は帰って安静にして、1日おいて、あさってまた来なさい」
2日後、医院を再訪した男は「今までの目玉より、はるか遠くが見られます。夜でも昼のように明るく見えます」と、経過を喜ぶ。医師は「それは良かった」と応じつつ、胸をなで下ろす。しかし、男は「でも、ひとつ困ったことができたのです」と話す。「それは何です?」
「電柱を見ると、小便がしたくなる」

## バリエーション
本来の落ち（サゲ）は「女房とする時に、後ろからしなければなりますまい」と医者に相談する形だったが、「小便の時に片足を持ち上げなくてはならない」とするものや、「うっかり表へ出られません。まだ鑑札を受けていないので」など、演者によりアレンジされている。